# 来栖けい
来栖 けい（くるす けい、1979年9月26日 - ）は、日本の美食家、レストランオーナー。

## 人物
茨城県出身。食べることが好きな両親ともに家庭に育ち、実家はガソリンスタンドを営んでいた。5歳くらいの頃に行ったレストランのデザートに感動して以来、食に対して意識的に興味を持つようになった。10代の頃からは訪れたレストランの感想をメモに書き溜めるようになり、食べに行った店の数はメモをとり始める前も含めて2004年時点で6千軒にのぼっていた。ただし、実家はそれ程裕福ではない為、アルバイトもしていた。
20歳の時新橋の宝くじ売場で購入した宝くじバラ10枚が高額当選(2億円)し、高級飲食店にも出入りできるようになった。関東学院大学を卒業して実家の自営業を手伝っていた頃に、友人が前出のメモを編集者に見せたところ本を出版する話が持ち上がり、2004年12月に初めての著書『美食の王様 - 究極の167店 珠玉の180皿』が出版された。これをきっかけにして取材や執筆の仕事が入るようになり、以後、書名の「美食の王様」を職業名として、テレビ・雑誌・新聞等のメディアでグルメ評を行っている。
通常のフードライターとは異なり基本的に仕事として店に取材はせず、自分が行きたい店をプライベートで訪れて美味しいと思った料理について、後に自分が関わっている媒体で紹介するスタイルを取っている。家で食事をするときは食べる量を調整しているが、外で食べるときは大食になり、朝食・昼食・夕食などと食事回数を意識することなく、パンやケーキなどの間食も含めてジャンルを問わず早朝から夜中まで食べ続けるという。このため、身長163cm、体重47kgと華奢な体格だが、多いときでは1日で体重が10kgも変動するといい、2004年の著書出版時で6千軒だった訪問店の数も、2007年時点で7千軒以上、2012年現在は1万軒以上としている。
2009年10月16日に、若手シェフの育成と料理業界のさらなる向上を目標にしたレストラン「エキュレ」を広尾 (渋谷区)オープン。これを機に、食べ歩きでの飲食店評論を引退している。
2011年3月26日に松見早枝子と結婚。
2015年、代々木にフレンチレストラン「Bon.nu（ボニュ）」をオープン。
2019年11月30日放送のテレビ朝日『激レアさんを連れてきた。』にて本人が大食いである事とともに宝くじの逸話について初めて告白した。

## 著書
- 『東京最高のレストラン 2010』（ぴあ、2009年11月）共著
- 『美食の王様 - ベスト200皿〈2009‐2010年〉』（筑摩書房、2009年7月）
- 『美食の王様のお取り寄せ - 史上最強の94品』（筑摩書房、2009年2月）
- 『東京最高のレストラン 2009』（ぴあ、2008年10月）共著
- 『美食の王様 - ベスト200皿』（筑摩書房、2008年4月）
- 『東京ランチレボリューション』（東京書籍、2007年11月）共著
- 『東京最高のレストラン 2008』（ぴあ、2007年10月）共著
- 『シェフと美食の王様 - 選び抜かれた最高の料理人11名と究極の680皿』（メディアファクトリー、2007年1月）
- 『東京最高のレストラン 2007』（ぴあ、2006年11月）共著
- 『美食の王様 スイーツ 絶対おいしい169店 厳選の380種』（筑摩書房、2006年4月）
- 『美食の王様 パン 絶対おいしい92店 厳選の210種』（筑摩書房、2006年4月）
- 『美食の王様 - 究極の167店 珠玉の180皿』（筑摩書房、2004年12月）

## 連載
- 『東京ウォーカー』 - 「珠食トレジャーハント!」
- 『MISS』 - 「12ヶ月の季節の手土産」
- 『Casa BRUTUS』 - 「お取り寄せが止まらない」
- 『All About』 - 「美食」テーマ ガイド